# Tribunal Revolucionario (Rusia)

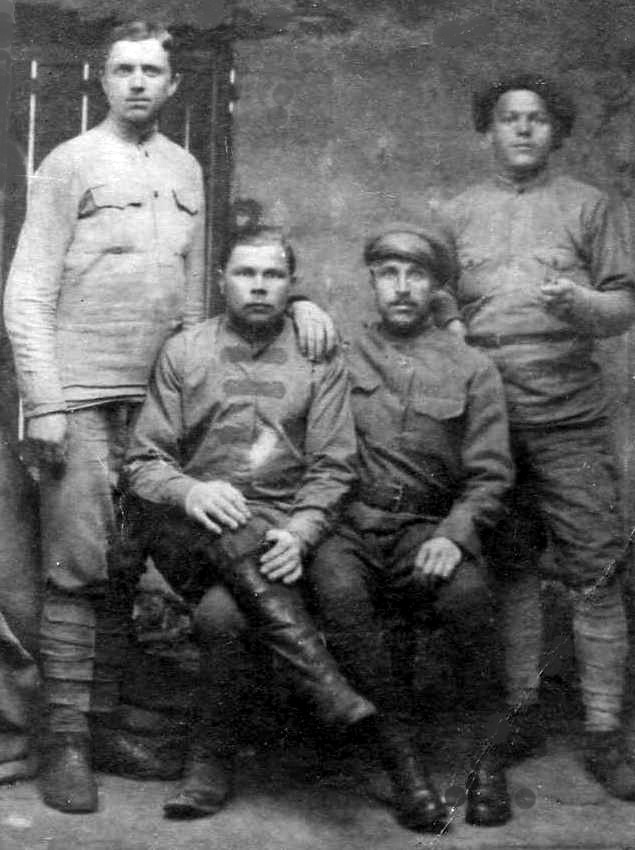
Tribunal Militar Revolucionario de la 51.ª Perekopskaya que lleva el nombre de la División de Fusileros del Consejo de Moscú. Odesa.

Los Tribunales Revolucionarios (habitualmente abreviados en ruso como revtribunals) de la República Socialista Federativa Soviética de Rusia fueron una institución establecida poco después de la Revolución de Octubre de 1917 por el Decreto del Consejo de Comisarios del Pueblo sobre los Tribunales n.º 1 (Декрет о суде № 1) del 22 de noviembrejul./ 5 de diciembregreg. de 1917. El decreto proclamaba que los tribunales revolucionarios de obreros y campesinos eran establecidos «para el propósito de la lucha contra las fuerzas contrarrevolucionarias y defender la Revolución, así como luchar contra los bandidos y especuladores, el sabotaje y otros abusos cometidos por comerciantes, industriales, empleados y otros.» El término fue heredado del Tribunal Revolucionario de la Revolución Francesa. El primer juicio que llevaron a cabo fue el de Sofía Pánina.  
Cuando la Cheka fue establecida al mes siguiente, sus funciones incluyeron la detención de las personas acusadas y su traslado a los revtribunals. 
El 2 de septiembre de 1918, el Comité Ejecutivo Central Panruso estableció la formación del Sóviet Militar Revolucionario. El 14 de octubre, este organismo emitió la Orden N.º 94 por la que se establecía el Tribunal Revolucionario Militar (Военно-Революционный трибунал) nombrando a Jūlijs Daniševskis como su presidente. Este tribunal sirvió de modelo para la proliferación de tribunales revolucionarios militares locales (Революционный Bоенный Tрибунал, РВТ o RVT) que fueron empleados, por ejemplo, para sofocar la Rebelión de Tambov por las tropas comandadas por Mijaíl Tujachevski.
Más tarde, el Estatuto de los Tribunales Revolucionarios, del 12 de abril de 1919, estableció la preeminencia de los revtribunals sobre los Tribunales Populares y les dieron derechos ilimitados para establecer la medida de la acción penal a tomar. El 21 de octubre de 1919, fue establecido el Tribunal Revolucionario Especial dentro de la Cheka, para considerar los casos graves de especulación, soborno y abuso de poder. Como establecía el decreto, «en sus consideraciones, el Tribunal Revolucionario Especial sigue los intereses de la Revolución y no es restringido (...) y formas de procedimiento legal.»